# Joan Francés Fulcònis
Pour les articles homonymes, voir Fulconis.

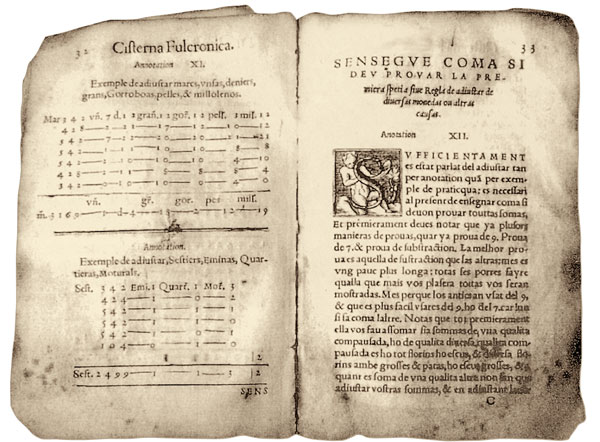
La Cisterna Fulconicra

Joan Francés Fulcònis (selon la graphie occitane ; Johan Frances Fulconis selon la graphie de l'auteur ; Isola, ca 1520), fut un mathématicien niçois, auteur d'un traité d'arithmétique en nissart (l'auteur précise que, selon lui, la langue de Nice est provençale), imprimé à Lyon en 1562 sous le titre de La Cisterna fulconicra.

## LaCisterna
La Cisterna a été éditée et largement étudiée par Roger Rocca et Rémy Gasiglia. Ce traité se situe dans la lignée du Compendion de l'Abaco, premier livre imprimé en occitan et datant de 1492, écrit par un autre Niçois, Francés Pellos. La Cisterna y fait référence, donnant des exemples numériques parfois identiques, ce qui ne peut pas être le fruit du hasard, bien que Fulconis ne mentionne jamais explicitement le Compendion. L'auteur explique être natif d'Isola (déjà mentionnée par son nom provençal de Lieusola) et résider à Nice. Son ouvrage, très pratique et destiné au commerçant, est riche en exemples concrets qui sont une illustration de la société et de l'économie de l'époque.

## Édition
- Jouan-Francés Fulconis, La cisterna fulconicra. Niça : Lou Sourgentin, 1996. Édition de Roger Rocca et de Rémy Gasiglia.